# Hermann von Wissmann
Hermann Wilhelm Leopold Ludwig von Wissmann (Frankfurt an der Oder, 4 de Setembro de 1853 — Weißenbach bei Liezen, 15 de Junho de 1905) foi um explorador alemão, comissário imperial e governador da África Oriental Alemã.

## Juventude
Nascido em Frankfurt an der Oder, Wissmann alistou-se no Exército em 1870 e foi nomeado tenente quatro anos depois. Wissmann serviu em Mecklenburg no Füsilierregiment No. 90 postado em Rostock. Durante esse tempo, ele teve que cumprir uma sentença de prisão de quatro meses por ferir um oponente em um duelo. Um encontro casual em 1879 com o explorador Dr. Paul Pogge mudou sua vida.

## África
Com licença do exército, em 1880, Wissmann acompanhou o explorador Paul Pogge em uma viagem pela Bacia do Congo. No leste do Congo, Pogge e Wissmann se separaram. Pogge ficou para construir uma estação de pesquisa agrícola para um chefe congolês, enquanto Wissmann viajou para o Oceano Índico através da atual Tanzânia. Ele foi premiado com a Medalha de Ouro do Fundador da Royal Geographical Society em 1888 por suas explorações. Posteriormente, Wissmann estava a serviço do rei Leopoldo II da Bélgica, que estava em processo de criação de seu império africano pessoal, conhecido como Estado Livre do Congo.
Em março de 1883, Wissmann deu o nome de "Zappo Zap" a um líder Songye conhecido como Nsapu Nsapu, que governava a cidade de Mpengie, parte do reino Ben'Eki na região oriental de Kasai. Este era um assentamento com mais de mil pessoas, muitos deles guerreiros escravos, a leste do rio Sankuru entre Kabinda e Lusambo. O povo de Zappo Zap tornou-se aliado e auxiliar das autoridades do Estado Livre do Congo. Em 1899, eles foram enviados pela administração colonial para coletar impostos. Eles massacraram muitos aldeões, causando protestos internacionais. 
Quando, em 1888, as tentativas da Companhia Alemã da África Oriental de iniciar um domínio fracassaram diante da resistência africana, ela pediu ajuda a Bismarck, que foi inicialmente recusada. Em 1889, Wissmann foi promovido a capitão e nomeado Reichskommissar para a região da África Oriental Alemã, onde foi encarregado de suprimir a Revolta de Abushiri liderada por Abushiri ibn Salim al-Harthi. Wissmann recebeu apenas uma ordem: "Vitória".
Em seu caminho para a África Oriental, Wissmann contratou uma força mercenária composta principalmente de soldados sudaneses de unidades desativadas do exército anglo-egípcio, aos quais mais tarde foram acrescentados vários zulus da África do Sul, todos sob o comando de oficiais alemães. As forças alemãs, junto com a assistência naval britânica, fortificaram Bagamoyo, Dar es Salaam e retomaram Tanga e Pangani. As forças de Wissmann com poder de fogo superior também retomaram o resto da Faixa Costeira. Eles fortificaram a guarnição interior de Mpwapwae reabriu a rota principal de caravanas na área, usando Lts. Langheld, Sigle, Charles Stokes e Sargento Bauer. Logo depois, Abushiri foi preso e executado em Pangani em 16 de dezembro de 1889. Em janeiro de 1890, Wissmann concedeu um perdão geral aos rebeldes restantes.
Wissmann foi promovido a major em 1890 e recebeu as boas-vindas de herói em seu retorno à Alemanha. Em 1891 foi nomeado comissário para a região oeste da África Oriental Alemã e tornou-se governador em 1895. No mesmo ano nasceu seu filho, Hermann. Problemas de saúde o forçaram a retornar à Alemanha em 1896, onde escreveu vários livros e lecionou em toda a Alemanha. Ele morreu em um acidente de caça em 15 de junho de 1905.

## Legado

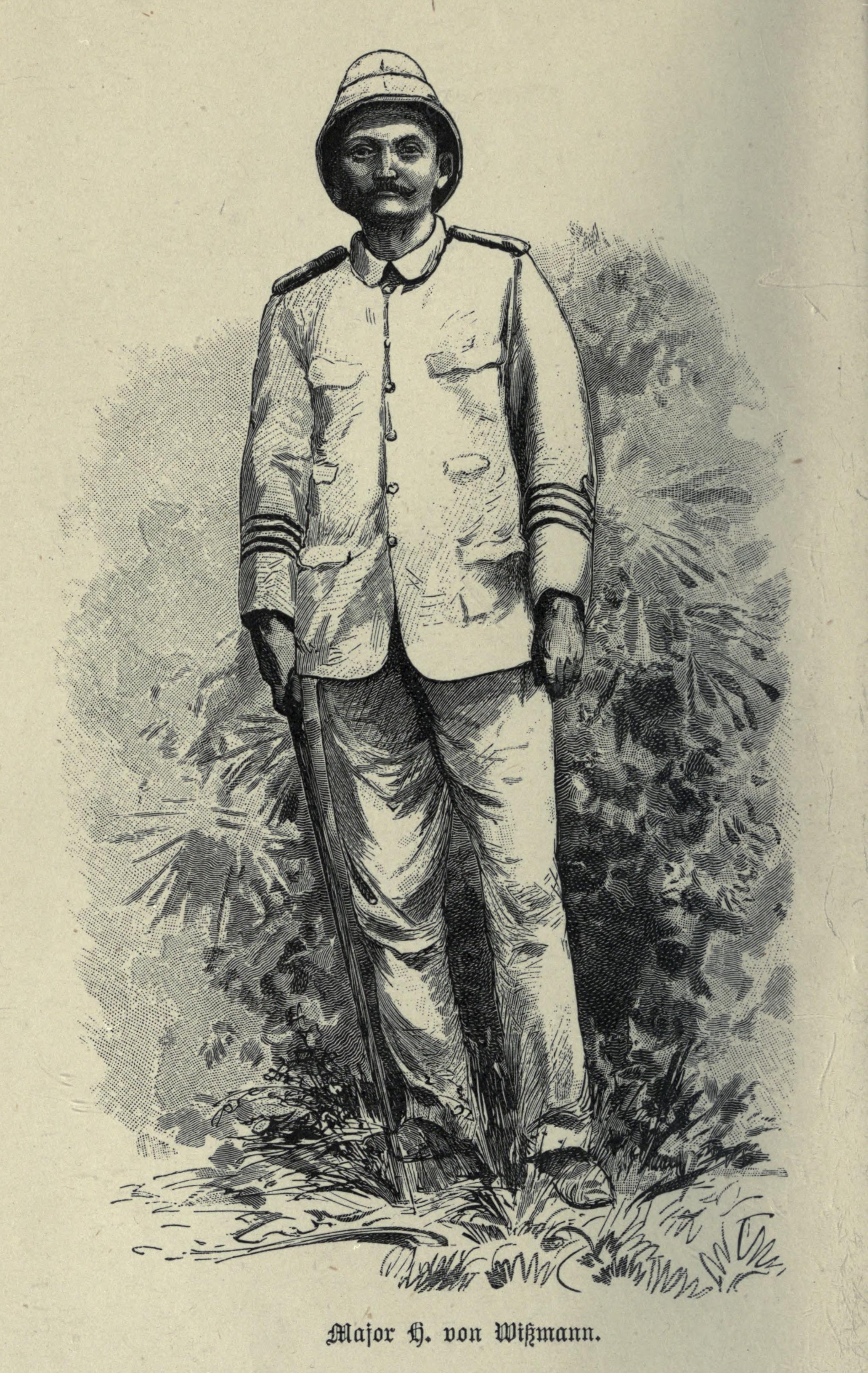
Major Hermann Wissmann, de uma ilustração de 1891 por Rudolf Hellgrewe

Embora fosse altamente estimado por seus oficiais e suboficiais, ele foi criticado por alguns observadores militares e diplomáticos alemães. Ele foi duramente atacado por incendiar vilas e devastar campos agrícolas, executando um grande número de nativos e não tolerando oposição. Para o cônsul-geral alemão em Zanzibar Michelies, ele era um ditador militar. O contra-almirante Karl August Deinhard, do destacamento naval alemão da África Oriental, acusou-o de arrogância, falta de tato, falta de diplomático e falta de organização ou habilidades administrativas.
O termo " Wissmanntruppe " foi usado para as unidades militares e policiais sob o comando de Wissmann. Eles formaram o núcleo da Schutztruppe posterior, que surgiu depois que o governo alemão assumiu o controle da África Oriental da empresa falida.
Em 1890, um navio a vapor de parafuso simples batizado de SMS Hermann von Wissmann foi construído pelo estaleiro Hamburg Janssen e Schilinsky. Foi construído em seções na Alemanha, enviado para a África Oriental, transportado por terra e lançado no Lago Nyasa em setembro de 1893. Foi capturado em Liuli pelos britânicos na primeira ação naval da Primeira Guerra Mundial. Uma versão semelhante, mas menor, batizou o SMS Hedwig von Wissmann depois que a esposa de Hermann foi lançada no Lago Tanganica em setembro de 1900. Em 1916 ela foi afundada em uma batalha com HMS Mimi e HMS Toutou.

## Obras
- Im Innern Afrikas. Die Erforschung des Kassai während der Jahre 1883, 1884 und 1885 (Leipzig, 1888)
- Unter deutscher Flagge quer durch Afrika von West nach Ost. Von 1880 bis 1883 ausgeführt von Paul Pogge und Hermann Wissmann, (Berlim, 1888)
- Meine zweite Durchquerung Äquatorial-Afrikas vom Congo zum Zambesi während der Jahre 1886 und 1887, (Frankfurt an der Oder, 1890)
- Afrika. Schilderungen und Rathschläge zur Vorbereitung für den Aufenthalt und Dienst in den Deutschen Schutzgebieten (Berlim, 1895)
- In den Wildnissen Afrikas und Asiens. (Berlim, 1901)